# Misfatti
Misfatti (Mischief) è un romanzo police procedural del 1993 che fa parte della serie di romanzi dell'87º distretto scritta da Ed McBain.

## Trama
Ad Isola, metropoli della costa orientale degli USA, la fredda fine di marzo di un anno imprecisato porta due grossi casi agli agenti investigativi dell'87º distretto: in primo luogo una serie di omicidi che hanno come vittime alcuni artisti di strada, uccisi di notte mentre disegnano i loro graffiti, e poi il ritorno del Sordo, lo spietato rapitore e assassino che ha iniziato a spedire dei misteriosi messaggi al detective Steve Carella. Il caso dei graffitisti uccisi è assegnato ai detective Andrew Parker e Bert Kling.
I messaggi del Sordo contengono citazioni riprese da un romanzo di fantascienza di un autore sudamericano e sembrano riferirsi ad una catastrofe che accadrà ad una non meglio precisata "moltitudine". Contemporaneamente sorge anche il problema dell'abbandono di alcuni vecchietti malati di Alzheimer in diverse aree della città. Gli anziani non sono autosufficienti e non ricordano i propri dati anagrafici.